# Chiesa di Santa Maria Assunta (Sernaglia della Battaglia)
La chiesa di Santa Maria Assunta è la parrocchiale di Sernaglia della Battaglia, in provincia di Treviso e diocesi di Vittorio Veneto; fa parte della forania del Quartiere del Piave.

## Storia
La prima citazione della chiesa di Sernaglia, fondata forse nel I secolo da San Prosdocimo, risale al 762 ed è contenuta nella Charta Donationis, in cui si parla della risoluzione d'una controversia legata ad alcuni beni donati alla chiesa.

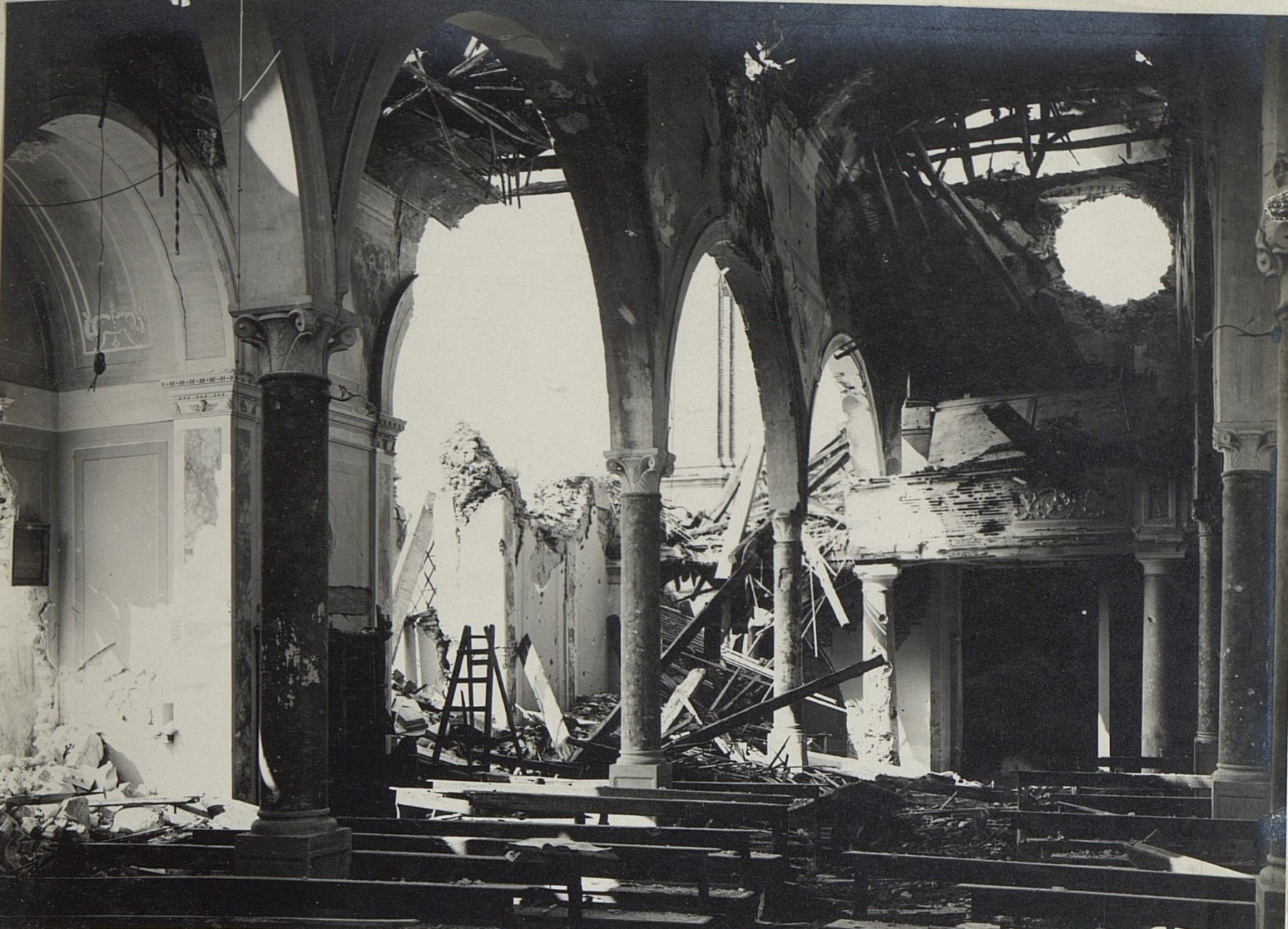
L'interno della chiesa durante la Prima Guerra Mondiale

Tra i secoli IX e X la chiesa sernagliese crebbe d'importanza, tanto che assunse il titolo di pieve, come testimoniato in un atto del 1222; aveva come filiali le chiese di Farra, di Fontigo e di Moriago.
Nel 1475 risultava che la pieve fosse in buone condizioni; essa fu tuttavia ricostruita nel 1520, mentre nel 1592 si sa che il tabernacolo era ben tenuto e che l'acqua del fonte battesimale era pulita.
La torre campanaria venne eretta nel 1640 su progetto forse di Andrea Sansovino.
Verso la fine della prima guerra mondiale, nel 1918, la pieve fu rasa al suolo durante i bombardamenti; la chiesa venne quindi ricostruita su disegno di Alberto Alpago Novello nel 1922 e nel medesimo anno il campanile fu sottoposto ad un intervento di restauro.

## Descrizione

### Esterno
La facciata a salienti della chiesa, rivolta a sudest e decorata con pitture a trompe l'œil, presenta al centro il portale d'ingresso, sormontato da una lunetta e protetto da un protiro timpanato sorretto da due colonne ioniche, e il rosone, mentre ai lati si aprono due finestre a tutto sesto.
A pochi metri dalla parrocchiale sorge il campanile in laterizio a base quadrata, abbellito da lesene; la cella presenta una bifora per lato ed è coronata dalla guglia piramidale poggiante sul tamburo ottagonale. 

### Interno
L'interno dell'edificio ospita numerose opere di pregio, tra le quali il dipinto con soggetto la Crocifissione, risalente al 1732, la pala raffigurante San Valentino, eseguita da Luigi Cima, le tre tele ritraenti rispettivamente San Vincenzo Ferrer, il Battesimo di Cristo e l'Adorazione dei Magi, realizzate dal veronese Carlo Donati, e le due immagini dell'Assunzione della Vergine, dipinte rispettivamente nel 1928 e nel 1946.